# 대한민국 제13대 대통령 선거 민주정의당 후보 선출
대한민국 제13대 대통령 선거 민주정의당 후보 선출은 1987년 대통령 선거를 위해 집권여당 민주정의당의 후보를 지명한 것을 말한다. 대의원 투표 결과 노태우 의원이 후보로 선출되었다.

## 과정

### 노태우 내정
6월 2일 저녁 청와대에서 열린 민주정의당 고위 간부 회의에서 "정치와 행정을 고루 체험함으로써 국정을 책임질 수 있는 경륜을 갖춘 노태우 대표위원을 추천하는 게 좋지 않느냐"는 전두환 총재의 건의에 회의 참석자 전원이 동의함에 따라 노태우 대표가 사실상 13대 대선 후보로 결정되었다. 이후 노태우 대표는 중앙집행위의 제청으로 정식으로 입후보됐다.

### 경선 방식
민주정의당은 6월 10일 대통령 후보 지명 대회를 열기로 하고 대선 후보는 입후보자가 1인이어도 추대가 아닌 투표를 통해 선출할 것을 결정했다. 그러나 입후보하려면 8개 이상 시도에서 시도마다 30명 이상 씩, 도합 재적 대의원의 1/10의 추천을 받거나 당 중앙집행위원회의 제청을 받아야 하고, 입후보에 성공해도 재적 대의원의 과반을 득표해야 하는 등, 사실상 당 지도부에서 내정한 후보 외에 후보는 당선 가능성이 없는 구도였다.
당헌에는 또한 1차 투표에서 과반 득표자가 없을 시 2차 투표를 행하고, 2차 투표에서도 과반 득표자가 나오지 않을 시 상위 득표자에 대하여 결선투표를 행해 최다 득표자를 당선자로 하도록 돼있었눈데, 입후보자가 1명이엇던 터라 1차 투표에서 당선자가 확정되지 않을 확률은 없는 것으로 보여졌다. 이같이 3차 투표 때 결선 투표를 하는 규정은 제14대 대선 경선 때도 유지됐다가, 제15대 대선 경선 직전에 2차 투표에서 결선 투표를 행하는 것으로 개정됐다.

## 후보
| 민주정의당 제13대 대통령 선거 경선 후보 | 민주정의당 제13대 대통령 선거 경선 후보 | 민주정의당 제13대 대통령 선거 경선 후보                                                                        | 민주정의당 제13대 대통령 선거 경선 후보 |
| 후보                                    | 생년                                    | 경력 | 비고                                    |
| --------------------------------------- | --------------------------------------- | --- | --------------------------------------- |
| 노태우                                  | 1932년                                  | 제21대 국군보안사령관 초대 정무제2장관 초대 체육부 장관 제41대 내무부 장관 민주정의당 대표위원 제12대 국회의원 | 후보 추대                               |

## 일정
민주정의당은 5월 15일부터 21일까지 지구당 개편대회, 5월 19일부터 27일까지 시도지부 개편대회를 개최하고, 각 지구당 당 16~30명, 각 시도 당 50~80명의 대의원을 뽑도록 했다. 그렇게 확정된 대의원들은 6월 10일 전당대회에 모여 대통령 후보를 선출하였다.

## 결과
1987년 6월 10일, 잠실실내체육관에서 제4차 전당대회 및 대통령 후보 지명 대회를 열고 재적 대의원의 과반을 득표한 노태우 대표를 대선 후보로 공식 선출했다. 재적 대의원 8,646명 중 7,309명이 투표에 참여해 84.5%의 참여율을 나타냈다.
| 후보        | 득표수 | 득표율 |
| ----------- | ------ | ------ |
| 노태우      | 7,260  | 83.97  |
| 무효        | 49     | 0.57   |
| 기권        | 1,337  | 15.46  |
| 재적 대의원 | 8,646  | 100    |

## 같이 보기
- 대한민국 제13대 대통령 선거
- 대한민국 제13대 대통령 선거 통일민주당 후보 선출
- 대한민국 제13대 대통령 선거 평화민주당 후보 선출
- 대한민국 제13대 대통령 선거 신민주공화당 후보 선출